# Amédéevuurtoren
De Amédéevuurtoren (Frans: Le Phare Amédée) staat op het eiland Amédée, zo'n 24 km ten zuiden van de Nieuw-Caledonische hoofdstad Nouméa. Het is een van de hoogste vuurtorens ter wereld en de enige ijzeren vuurtoren in Frankrijk. Hierdoor is het een toeristische attractie. De top kan bereikt worden via een wenteltrap met 247 treden.
De toren werd in 1862 gebouwd in Frankrijk, in opdracht van keizer Napoleon III, en vervolgens naar haar huidige plek vervoerd. Ter plaatse kostte het nog tien maanden om de toren te monteren. Sinds 1985 heeft de toren een elektrisch baken.
Het eiland is een beschermd natuurgebied.